# Cadbury-Schweppes-Entscheidung
Mit der Entscheidung in der Rechtssache Cadbury Schweppes  hat der EuGH am 12. September 2006 festgelegt, unter welchen Bedingungen ein Mitgliedstaat Gewinne von Tochtergesellschaften in niedrig besteuernden ausländischen Staaten bei der Bemessung der Körperschaftsteuer hinzurechnen darf.

## Sachverhalt und Streitgegenstand
Nach britischem Außensteuerrecht werden die Gewinne einer Tochtergesellschaft den Gewinnen einer britischen Gesellschaft, die mehr als 50 % der Anteile der Tochtergesellschaft hält, hinzugerechnet und bei der Mutter besteuert, wenn der ausländische Steuersatz weniger als 75 % des in Großbritannien geltenden Steuersatzes beträgt. Dabei wird die von der Tochter im Ausland entrichtete Steuer angerechnet. Von der Hinzurechnung wird abgesehen, wenn nachgewiesen werden kann, dass das Hauptziel dieser Gestaltung nicht die Vermeidung der britischen Besteuerung ist (sogenannter Motivtest).
Die britische Muttergesellschaft des Cadbury-Schweppes-Konzerns errichtete zwei Tochtergesellschaften in Irland, deren Aufgabe darin bestand, für den gesamten Konzern Finanzmittel zu beschaffen. Da beide Gesellschaften im besonders niedrig besteuerten International Financial Services Centre (IFSC) in Dublin ansässig sind, wurden ihre Gewinne mit lediglich 10 % besteuert. Die britischen Steuerbehörden sahen die dargestellten Voraussetzungen der Hinzurechnungsbesteuerung als erfüllt an und erhöhten die von der Konzernmutter zu zahlende Körperschaftsteuer entsprechend.
Cadbury Schweppes klagte hiergegen und machte geltend, die britischen Regelungen zur Hinzurechnungsbesteuerung verstießen gegen das gemeinschaftsrechtliche Gebot der Niederlassungsfreiheit. Das zuständige britische Gericht legte dem EuGH diese Frage zur Entscheidung vor.

## Die Entscheidung des EuGH
Mit Urteil vom 12. September 2006 (Rs. C-196/04) entschied der EuGH, dass die Niederlassungsfreiheit beschränkt ist, wenn bei der Hinzurechnung ausländischer Gewinne nach dem Steuersatz im Sitzstaat der Tochter unterschieden wird. Dies könne Unternehmen davon abhalten, Tochtergesellschaften in Ländern mit einem niedrigen Besteuerungsniveau zu gründen. Die Beschränkung ist allerdings gerechtfertigt, wenn „das spezifische Ziel der Beschränkung darin liegt, Verhaltensweisen zu verhindern, die darin bestehen, rein künstliche, jeder wirtschaftlichen Realität bare Gestaltungen zu dem Zweck zu errichten, der Steuer zu entgehen, die normalerweise für durch Tätigkeiten im Inland erzielte Gewinne geschuldet wird“ (Randziffer 55 des Urteils).
Allein das Ziel des Unternehmens, seine Steuerlast zu minimieren und dazu die in den Mitgliedstaaten bestehenden unterschiedlichen Körperschaftsteuersätze auszunutzen, begründet noch nicht die Annahme einer solchen missbräuchlichen Gestaltung. Neben diesem subjektiven Element müssen objektiv überprüfbare Kriterien hinzutreten (Randziffer 67 des Urteils). Nur wenn „die beherrschte ausländische Gesellschaft nur mit einer fiktiven Ansiedlung zusammenhängt, die keine wirkliche wirtschaftliche Tätigkeit im Hoheitsgebiet des Aufnahmemitgliedstaats entfaltet, so ist die Gründung dieser beherrschten ausländischen Gesellschaft als eine rein künstliche Gestaltung anzusehen. Dergleichen könnte insbesondere bei einer Tochtergesellschaft der Fall sein, die eine „Briefkastenfirma“ oder eine „Strohfirma“ ist.“ (Randziffer 68 des Urteils)
Der EuGH überlässt es dem vorlegenden Gericht zu entscheiden, ob die im britischen Außensteuerrecht vorgesehene Ausnahme des „Motivtests“ so ausgelegt werden kann, dass sie diesen Anforderungen genügt. Die für die Prüfung der objektiven Kriterien notwendigen Auskünfte der irischen Behörden müssten nötigenfalls über die Vorschriften der Amtshilferichtlinie erzwungen werden.

## Auswirkungen des Urteils
Das Urteil stellt strenge Voraussetzungen für die auch in §§ 7 – 14 des deutschen Außensteuergesetzes vorgesehene Hinzurechnungsbesteuerung. Insbesondere muss ein qualifizierter Nachweis einer missbräuchlichen Gestaltung geführt werden, der sich auch auf objektive Kriterien stützen muss. Ob die deutschen steuerlichen Regelungen dem genügen, ist umstritten. Das Bundesministerium für Finanzen hat in einem Schreiben hierzu mittlerweile klargestellt, dass die §§ 7 – 14 des deutschen Außensteuergesetzes nur noch anzuwenden sind, wenn die Auslandsinvestition im EU/EWR-Raum auf rein künstlichen Gestaltungen beruhen, mit dem Ziel Steuervergünstigungen zu erlangen.
Die Anpassung des Außensteuergesetzes an die EuGH-Entscheidung ist 2007 erfolgt. Der neue § 8 Abs. 2 AStG schließt nunmehr die Hinzurechnungsbesteuerung für inländisch beherrschte Gesellschaften mit Sitz oder Geschäftsleitung in einem Mitgliedstaat der EU aus, wenn die Gesellschaft eine tatsächliche wirtschaftliche Tätigkeit ausübt und der Steuerpflichtige dies nachweist. Die Finanzbehörde muss hierfür eine Nachprüfungsmöglichkeit durch zwischenstaatliche Amtshilfe haben.